# Scandar Copti
Scandar Copti é um cineasta, roteirista, ator e produtor cinematográfico palestino. Como reconhecimento, foi nomeado ao Oscar 2010 na categoria de Melhor Filme Estrangeiro por Ajami.